# Toczyski Podborne
Toczyski Podborne – wieś w Polsce położona w województwie mazowieckim, w powiecie sokołowskim, w gminie Jabłonna Lacka. Ma status sołectwa.
| SIMC    | Nazwa             | Rodzaj    |
| ------- | ----------------- | --------- |
| 0672969 | Kolonie Toczyskie | część wsi |

W latach 1975–1998 miejscowość administracyjnie należała do województwa siedleckiego.
Wierni wyznania rzymskokatolickiego zamieszkali w miejscowości należą do parafii Wniebowzięcia Najświętszej Maryi Panny w Jabłonnie Lackiej.

## Historia
W czerwcu 1947 we wsi zabito Radomski Stanisław, Radomska Józefa, Remiszewska Celina. Czyn ten komunistyczny sąd przypisał członkom NSZ.